# Ахднама
Ахднама (тур. ahidnâme: политичка гаранција, повеља, од арап. ‘ahd: гаранција + перс. nāme: књига, документ), повеља којом је султан Мехмед II Освајач приликом освајања Босне дао право фрањевцима да слободно обављају верску службу. Према традицији, издана је фра Анђелу Звиздовићу на пољу Милодражеву 1463. или 1464. Фрањевци су по том уговору признали султана за свога господара, а заузврат су добили слободу вере и деловања. Формом, садржајем и личном заклетвом Ахднама је имала снагу међународног уговора. Сачувана је у преписима, а текст је објавио Х. Шабановић 1949. Врло је вероватно постојала и ахднама сребреничким фрањевцима из 1462.године.